# DFB-Pokal der Frauen 2011-2012
La DFB Pokal der Frauen 2011-2012 è stata la 32ª edizione della Coppa di Germania, organizzata dalla federazione calcistica della Germania (Deutscher Fußball-Bund - DFB) e riservata alle squadre femminili. Per il secondo anno consecutivo la finale si è disputata al RheinEnergieStadion di Colonia.
Il vincitore del torneo è stato il Bayern Monaco, alla sua prima Coppa conquistata, che ha battuto per 2-0, con reti della statunitense Sarah Hagen e della tedesca Ivana Rudelić, quest'ultima in zona Cesarini, le detentrici del titolo 1. FFC Francoforte nella finale del 12 maggio 2012.

## Calendario

### Ottavi di finale
Il sorteggio per il girone degli ottavi di finale si è tenuto il 17 settembre 2011. Gli incontri si sono disputati in turno unico il 30 ottobre 2011.
| Squadra 1          | Risultato   | Squadra 2    |
| ------------------ | ----------- | ------------ |
| Lokomotive Lipsia  | 6 – 1       | Löchgau      |
| 1. FFC Francoforte | 1 – 0       | Wolfsburg    |
| Amburgo            | 2 – 0       | Friburgo     |
| Turbine Potsdam    | 4 – 1       | Sindelfingen |
| Bayern Monaco      | 2 – 0 (dts) | Jena         |
| Bad Neuenahr       | 3 – 1       | Hoffenheim   |
| Gütersloh          | 2 – 1 (dts) | Werder Brema |
| 2001 Duisburg      | 10 – 0      | Herforder    |

### Quarti di finale
Turno unico disputato il 3 e il 4 dicembre 2011.
| Squadra 1          | Risultato       | Squadra 2         |
| ------------------ | --------------- | ----------------- |
| Amburgo            | 3 – 2           | Lokomotive Lipsia |
| 1. FFC Francoforte | 5 – 1           | Turbine Potsdam   |
| Bad Neuenahr       | 0 – 0 (5-6 dtr) | Bayern Monaco     |
| Gütersloh          | 0 – 7           | 2001 Duisburg     |

### Semifinali
Turno unico disputato l'8 e il 9 aprile 2012.
| Squadra 1          | Risultato       | Squadra 2     |
| ------------------ | --------------- | ------------- |
| 1. FFC Francoforte | 2 – 2 (5-4 dtr) | 2001 Duisburg |
| Bayern Monaco      | 5 – 2           | Amburgo       |

### Finale
| Arbitro: | Inka Müller-Schmäh (Potsdam) |

|  |           |                         |
|  | Marcatori | 63’ Hagen 90+1’ Rudelić |

#### Formazioni
| 1. FFC Francoforte | Bayern Monaco |

| FRANKFURT:      |    |                        |  |     |
|                 |    |                        |  |     |
| P               | 26 | Desirée Schumann       |  |     |
| RB              | 12 | Meike Weber            |  |     |
| CB              | 25 | Saskia Bartusiak       |  |     |
| CB              | 2  | Gina Lewandowski       |  |     |
| LB              | 23 | Ria Percival           |  |     |
| CM              | 10 | Dzsenifer Marozsán     |  |     |
| CM              | 28 | Sandra Smisek          |  |     |
| CM              | 7  | Melanie Behringer      |  |     |
| RW              | 18 | Kerstin Garefrekes     |  | 70’ |
| LW              | 15 | Svenja Huth            |  |     |
| CF              | 19 | Fatmire Bajramaj       |  | 40’ |
| A disposizione: |    |                        |  |     |
| A               | 21 | Ana-Maria Crnogorčević |  | 40’ |
| A               | 6  | Silvana Chojnowski     |  | 70’ |
| Allenatore:     |    |                        |  |     |
| Sven Kahlert    |    |                        |  |     |

| MUNICH:         |    |                       |  |     |
|                 |    |                       |  |     |
| P               | 1  | Kathrin Längert       |  |     |
| RB              | 16 | Rebecca Huyleur       |  | 89’ |
| CB              | 19 | Carina Wenninger      |  |     |
| CB              | 23 | Sandra de Pol         |  |     |
| LB              | 6  | Katharina Baunach     |  |     |
| CM              | 3  | Niki Cross            |  |     |
| CM              | 25 | Viktoria Schnaderbeck |  |     |
| RW              | 27 | Laura Feiersinger     |  |     |
| LW              | 9  | Vanessa Bürki         |  | 85’ |
| CF              | 8  | Sarah Hagen           |  |     |
| CF              | 28 | Isabell Bachor        |  | 61’ |
| A disposizione: |    |                       |  |     |
| C               | 15 | Lena Lotzen           |  | 61’ |
| D               | 4  | Clara Schöne          |  | 85’ |
| A               | 7  | Ivana Rudelić         |  | 89’ |
| Allenatore:     |    |                       |  |     |
| Thomas Wörle    |    |                       |  |     |

| Assistenti: Mirka Derlin Kathrin Heimann Quarto uomo: Christine Baitinger |

## Statistiche

### Classifica marcatrici
| Gol | Rigori |  | Giocatore            | Squadra            |
| --- | ------ |  | -------------------- | ------------------ |
| 10  | ?      |  | Alexandra Popp       | FCR 2001 Duisburg  |
| 8   | ?      |  | Marie Pollmann       | Cloppenburg        |
| 5   | ?      |  | Kerstin Garefrekes   | 1. FFC Francoforte |
| 5   | ?      |  | Sylvia Arnold        | Jena               |
| 5   | ?      |  | Annabel Jäger        | Gütersloh          |
| 4   | ?      |  | Sarah Hagen          | Bayern Monaco      |
| 4   | ?      |  | Anna Laue            | Herforder          |
| 4   | ?      |  | Nicole Loipersberger | Sindelfingen       |
| 4   | ?      |  | Anne van Bonn        | Lok Leipzig        |